# Каула
Каула (англ. Kaula), (площа 0,64 км²) невеликий острів з архіпелагу Гавайські острови, що має форму півмісяця. 
 
Він розташований 37 км на захід-південний захід від мису Кавайхоа на Нііхау та приблизно за 278 км на захід від Гонолулу. Острів є вершиною конуса вулкана, який розташований на вершині більшого затопленого щитового вулкана. У найвищій точці острів досягає висоти 167 м. Діяльність океана створила круті морські скелі з боків остров
На північному заході острова є печера під назвою Kahalauaola (Акуляча печера). Острів є популярним місцем для дайвінгу.
На острові також є маяк, який був збудований у 1932 році і використовувався до 1947 року.

## Міфологія
У легенді про Папу і Вакеа Каула є сьомою дитиною.